# Národní park Iona
Národní park Iona (portugalsky Parque Nacional do Iona) je největší národní park v Angole. Nachází se v jihozápadní části země v provincii Namibe. Na západě je ohraničen Atlantským oceánem. Na severu tvoří hranici řeka Curoca a na jihu řeka Kunene. Park leží přibližně 200 km jižně od města Namib. Národní park se rozkládá na ploše 15 200 km2. Topograficky jej charakterizují pohybující se duny, rozhlehlé pláně a drsné hory a útesy. Průměrný souhrn ročních srážek nepřesahuje 30 mm. Řeka Curoca tvoří laguny, zatímco řeka Kunene je trvalá a v jejím ústí jsou bažinaté oblasti.
Oblast byla za rezervaci vyhlášena v roce 1937 a národním parkem se stala roku 1964. Podobně jako území většiny dalších angolských národních parků bylo i jeho území značně poničeno během občanské války v Angole. Pytláctví i zničení infrastruktury způsobilo kdysi bohatému parku značné škody. Řada vládních i mezinárodních projektů pracuje na přestavbě infrastruktury ve snaze přilákat zpět turisty. Turismus by zemi přinesl důležitý ekonomický zisk a místní komunitě by dal důvod pro ochranu parku.

## Geografie

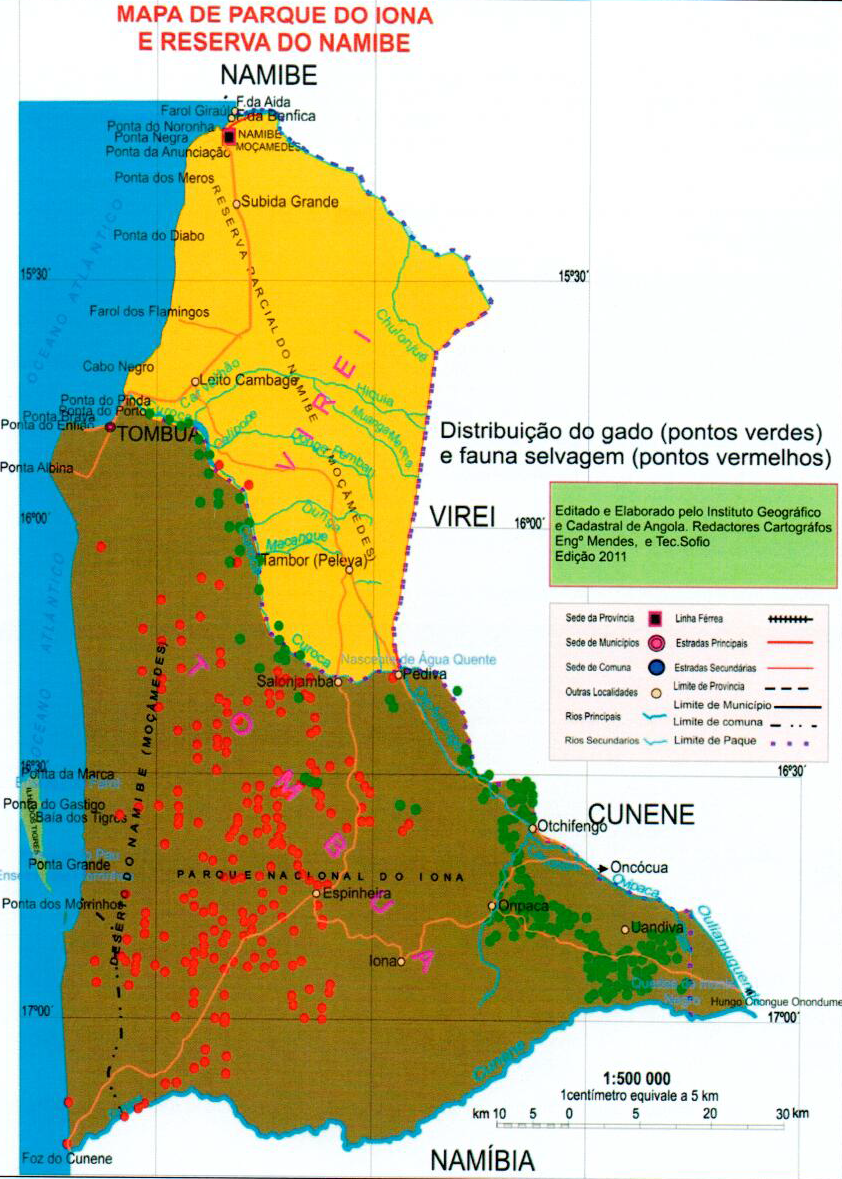
Mapa angolského Národního parku Iona, 2013

Národní park Iona leží v severní části Namibské poušti, jež je jedinou pravou pouští v jižní části Afriky. Tato oblast, známá také jako Kaokoveldská poušť, je považována za jednu z nejstarších pouští na světě. Její stáří je odhadováno na 55 až 80 milionů let. Leží na pobřeží Atlantského oceánu. Její bohatý pobřežní ekosystém je ovlivňován studeným Benguelským proudem. Pro podnebí jsou typické silné mlhy tvořené studeným vlhkým vzduchem přinášeným proudem, který se zde sráží s horkým suchým pouštním vzduchem. Díky silným mlhám a mořským proudům v této oblasti v minulosti ztroskotalo mnoho lodí. Podle vraků lodí a také množství tuleních a velrybích koster se tomuto pobřeží někdy říká pobřeží Koster. Podle Köppenovy klasifikace podnebí leží tato oblast v horkém aridním podnebí (Bwh).

## Flora a fauna
Podle angolského ministerstva životního prostředí existují v tomto národním parku tři typy vegetace. Prvním z nich jsou subpobřežní stepi s dřevitými a bylinnými druhy. Tomuto typu vegetace dominují akácie, myrhovníky, mopany a druhy rodů Aristida, Schmidita a Staria. Druhým typem vegetace jsou pobřežní stepi. Zde dominují druhy rodů Aristida, Cissus, Salvadora a také welwitschie podivná. Třetím typem jsou pouště s pohybujícími se dunami. V tomto typu prostředí dominují druhy rodů Odyssea a Sporobolus.
Tento národní park je hlavním stanovištěm welwitschie podivné, která je někdy označována za živoucí fosilii. Vlhkost získává z rosy tvořené mořskou mlhou, která se do oblasti dostává z Atlantiku. Rosu absorbují spíše listy, nežli kořeny.
Díky svému charakteru prostředí i podnebí zde žije řada endemických druhů zvířat, a to zejména plazů. Z 63 druhů které byly v této oblasti pozorovány, jich je osm striktně endemických. Mezi endemity patří dvě ještěrky, tři gekoni a tři scinkové. Ústí řeky Kunene vytváří malou mokřadní oblast, která je důležitá pro migrující ptáky. V roce 2010 byl poprvé od občanské války v parku spatřen gepard kapský (Acinonyx jubatus jubatus).

## Ochrana

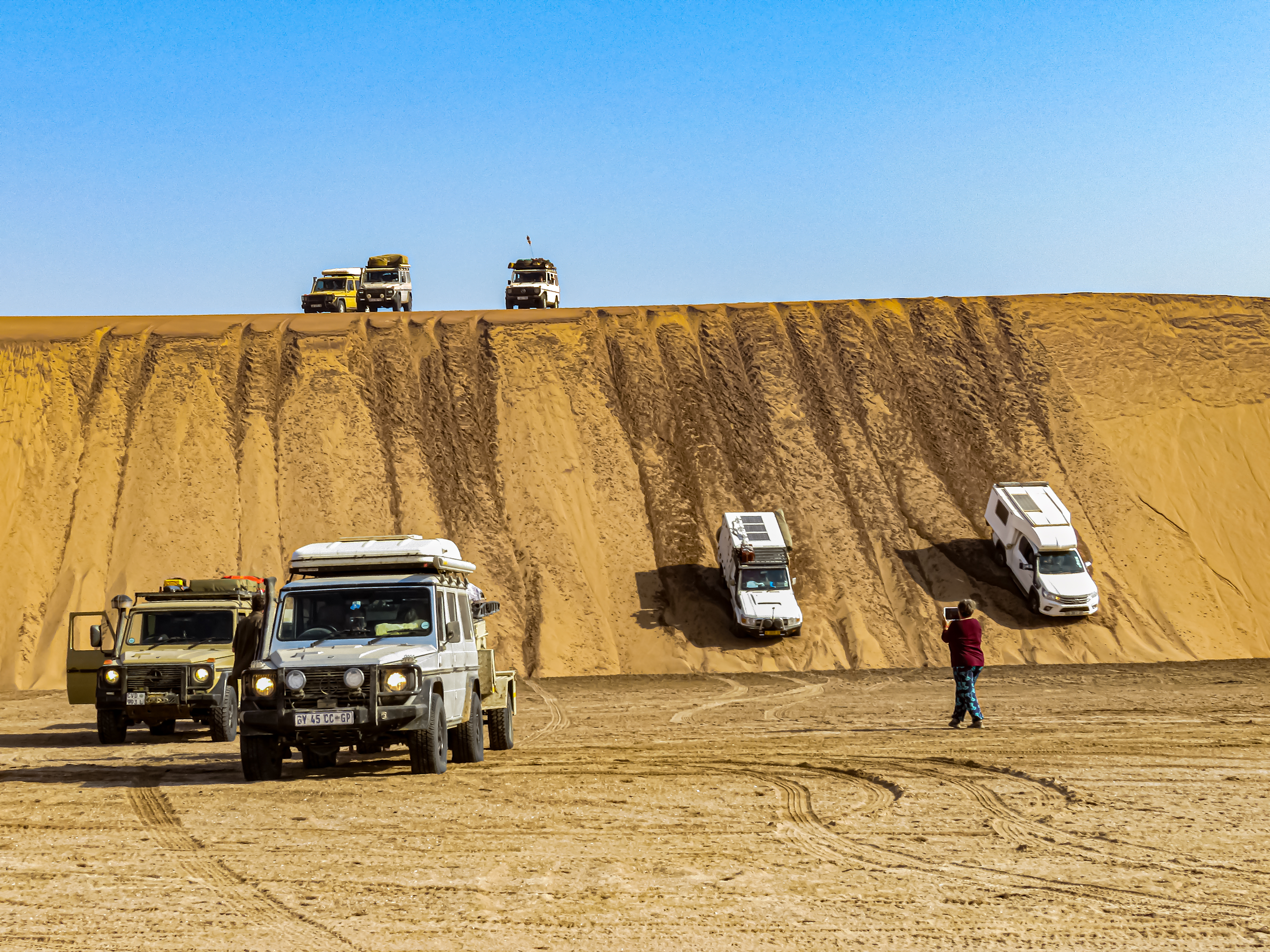
Pick-upy v Národním parku Iona

Od roku 2009 se na rehabilitaci parku podílí nadnárodní program v rámci UNDP, který spolupracuje s angolským ministerstvem životního prostředí a lokálními autoritami. Výsledků bylo dosaženo především v oblasti školení a profesního rozvoje místních zaměstnanců a zlepšení infrastruktury parku (oplocení, silnice, zásobování vodou, nakládání s odpady aj.).
Od ledna 2020 spadá Národní park Iona do správy nevládní organizace African Parks, jež se zaměřuje na ochranu přírody. Organizace společně s vládou úzce spolupracuje s místními komunitami, dohlíží na dodržování práva a obnovuje populace divoké zvěře tak, aby byla zajištěna dlouhodobá ekologická, sociální i ekonomická udržitelnost národního parku.